# Божји град (филм)
Божји град (порт. Cidade de Deus) је бразилски криминалистички филм из 2002. године, који су режирали Фернандо Меирелес и Катја Лунд. Адаптација је истоименог романа Паула Линса, а радња је делом базирана на истинитим догађајима. Филм приказује раст организованог криминала у предграђу Сидаде де Деус („Божји град”) у Рио де Жанеиру, између краја 1960-их и почетка 1980-их, а радња прати рат између нарко-дилера Малог Зеа и цивила окренутог криминалу, Лепог Манеа. Слоган филма је „Ако трчиш, звер те хвата; ако останеш, звер те једе.”
Главне улоге тумаче Александре Родригес, Матеус Наштергаиле, Фелипе Хагенсен, Џонатан Хагенсен и Леандро Фирмино. Многи од глумаца се појављују први пут на филму, и у ствари су становници фавела као што су Видигал или Сидаде де Деус.
Филм је наишао на позитивне критике и био је номинован за четири Оскара 2004. године: најбоља фотографија, најбољи режисер, најбоља монтажа и најбољи адаптирани сценарио. Био је бразилски кандидат за најбољи филм на страном језику, али није се нашао међу пет финалиста. Многи критичари га сматрају једним од најбољих филмова 21. века, као и једним од најбољих филмова свих времена.

## Радња
Филм почиње in medias res са оружаном бандом која јури за одбеглом кокошком у фавели под називом Сидаде де Деус („Божји град”). Кокошка се зауставља између банде и наратора, младића по надимку Ракета („Бускапе”).
Филм се враћа у 1960-е, где се фавела приказује као новоизграђени стамбени пројекат са мало ресурса. Три сиромашна, аматерска лопова позната под именом „Тендер Трио” − Фризура („Кабелеира”), Клешта („Аликате”) и Ракетин старији брат Гусан („Мареко”) − пљачкају власнике предузећа и деле новац са заједницом која их, заузврат, сакрива од полиције. Коцкица (Дадињо), мали дечак, убеђује их да опљачкају људе у мотелу. Банда одлучује да никога не убије и говори Коцкици да буде осматрач. Уместо тога, Коцкица пуца на људе у мотелу након што је слагао тројку да долази полиција. Масакр привлачи полицијску пажњу па је тројац приморан да се подели: Клешта се окреће цркви, Фризуру ју убила полиција док је покушавао да побегне из фавеле, а Гусана је убио Коцкица након што му је узео новац, док Коцкицин пријатељ Бени (Бене), Фризурин брат, то посматрао.
Седамдесетих година, фавела је претворена у урбану џунглу, а Ракета се придружио групи младих хипија. Проналази страст у фотографији и заљубљује се у једну девојку, Анџелику, али његов покушај да јој се приближи упропастила је криминална банда ситне деце познате под именом „Кепеци”. Коцкица, који себе сада назива „Мали Зе” („Зе Пекено”), успоставио је царство дроге са Бенијем тако што је елиминисао сву своју конкуренцију, осим Шаргарепе („Сеноура”), који је Бенијев добар пријатељ.
Мали Зе преузима „стан”, познати центар за дистрибуцију дроге, и приморава Шаргарепиног менаџера Црног („Негињо”) да почне да ради за њега. Случајно, Ракета посећује стан како би од Црног узео дрогу за Анџелику током рације у стану. Кроз нарацију, Ракета у том тренутку размишља о покушају да убије Малог Зеа како би осветио свог брата, али се одлучује против тога. Пуштен је након што је Бени рекао Малом Зеу да је Ракета Гусанов брат.
Нешто касније, релативни мир влада Божјим градом под владавином Малог Зеа, који успева да избегне пажњу полиције. Бени одлучује да се одвоји од друштва дилера дроге и спријатељи се са Тијагом, Анџеликиним бившим дечком, који га упознаје са својом (и Ракетином) групом пријатеља. Бени и Анџелика почињу да се забављају. Заједно одлучују да напусте Град и трговину дрогом.
Током Бенијеве опроштајне забаве, Зе и Бени се посвађају. Црни случајно убија Бенија покушавајући да упуца Малог Зеа. Бенијева смрт оставља Малог Зеа разбеснелог. Шаргарепа убија Црног јер му је угрозио живот. Мали Зе и група његових војника почињу да се пробијају до Шаргарепиног скровишта како би га убили. На путу до тамо, Зе почиње да прати девојку која га је одбила на Бенијевој забави. Пребија њеног дечка, мирољубивог човека по имену „Лепи Мане” („Мане Галиња”), и силује је. Након што је Манеов брат ранио Малог Зеа, његова банда му узвраћа пуцањем у његову кућу, притом убијајући његовог брата и ујака. Избија рат банди између Шаргарепе и Малог Зеа. Мане, жељан освете, стаје на Шаргарепину страну.
Рат још увек траје годину дана касније, 1981. године, а његов узрок је заборављен. Обе стране ангажују још „војника”, а Мали Зе даје оружје Кепецима. Једног дана, Мали Зе натера Ракету да фотографише њега и његову банду. Једна репортерка која ради са Ракетом објављује фотографије, пошто више нико споља не може безбедно да уђе у Божји град. Ракета верује да му је живот угрожен, јер мисли да ће га Мали Зе убити због објављене фотографије. Репортерка води Ракету својој кући, где он губи невиност са њом. Иако Ракета није свестан тога, Мали Зе, љубоморан на Манеову медијску славу, заправо је задовољан фотографијама и повећањем своје озлоглашености.
Ракета се враћа у Град како би направио још фотографија, враћајући филм на почетну сцену. Суочен са бандом, Ракета је изненађен што Зе од њега тражи да их слика, али док се он спрема да фотографише, полиција стиже, а затим се одвезе кад стигне Шаргарепина банда. У пуцњави која је уследила, Манеа убија дечак који се инфилтрирао у његову банду како би осветио свог оца, полицајца на кога је Мане пуцао. Полиција је ухватила Малог Зеа и Шаргарепу, али планира да само Шаргарепу представи медијима. Пошто је Мали Зе подмићивао полицију, узели су сав новац Малог Зеа и пустили га да оде, али Ракета тајно фотографише место догађаја. Кепеци убијају Зеа како би осветили свог друга убијеног по Зеовом налогу; они намеравају да сами воде његово криминално царство.
Ракета размишља да ли да објави фотографију полицајаца, разоткрије корупцију и постане славан, или слику мртвог тела Малог Зеа, што ће му омогућити стажирање у новинама. Одлучује се за ово друго, плашећи се насилног одговора полицајаца, а видевши и прилику да оствари свој сан. Филм се завршава тако што Кепеци шетају по Божијем граду и праве листу дилера које планирају да убију како би преузели посао са дрогом, укључујући Црвену бригаду.

## Улоге
| Глумац              | Улога             |
| ------------------- | ----------------- |
| Александре Родригес | Ракета            |
| Леандро Фирмино     | Коцкица / Мали Зе |
| Фелипе Хагенсен     | Бени              |
| Матеус Наштергаиле  | Шаргарепа         |
| Сеу Хорхе           | Лепи Мане         |
| Џонатан Хагенсен    | Фризура           |
| Ренато де Соуза     | Гусан             |
| Жефешандер Суплино  | Клешта            |
| Алисе Брага         | Анџелика          |
| Данијел Цетел       | Тијаго            |